# Rudolf Lettinger
Rudolf Lettinger (Berlim, 26 de outubro de 1865 – Berlim, 21 de março de 1937) foi um ator de teatro e cinema alemão.

## Filmografia selecionada
- 1912: Das Geheimnis von Monte Carlo
- 1915: Ein Gruß aus der Tiefe
- 1915: Paragraph 14 B.G.B.
- 1930: Freiheit in Fesseln
- 1931: Der Liebesarzt
- 1931: Zweierlei Moral
- 1931: In Wien hab' ich einmal ein Mädel geliebt
- 1931: Emil und die Detektive